# Spilamberto

Spilamberto (Spilambêrt en dialecte modenese) est une commune de la province de Modène, dans la région Émilie-Romagne, en Italie.

## Géographie
À 69 mètres d’altitude, Spilamberto est situé sur la route nationale SS623 qui part au sud de Modène à 16 km de la commune, passe par l’échangeur autoroutier Modène-sud de la A1 Milan-Bologne (à 6 km), va jusqu’à Vignola (6 km) et continue le long du fleuve Panaro jusqu’aux Apennins toscans. 
Grandes villes voisines :
- Bologne 26 km ;
- Milan 177 km ;
- Florence 87 km ;
- Padoue 118 km.

## Histoire
En 885, le pape Adrien III décède dans le bois de "Wilzacara" (l’actuel San Cesario sul Panaro, le long de la "via Imperiale", alors qu’il était en voyage vers Worms (Allemagne) pour rendre visite à l’empereur Charles III le Gros.

Le nom de Spilamberto apparaît pour la première fois, en 1026, dans un diplôme de Conrad II le Salique, roi de Germanie et des Romains. Ce document, portant entre autres la citation omnem decimam de Fanano et Spinalamberti, témoigne de la possession du territoire en faveur de l’église de Modène. Un autre document de 1162 portant la mention in loco Castilione prope ospitale Spinalamberti de supra, note la présence d’un hôpital, possession de l’église de San Bartolomeo del Panaro, de la juridiction de la plebs de Castelvetro qui était déjà en pleine décadence en 1210. Époque à laquelle, sur la rive du fleuve panaro, les Bolonais firent édifier un château pour défendre leur territoire des Modeneses qui avaient également édifié,sur leur rive du fleuve, la muraille fortifiée de Spinalamberti, l'actuel Spilamberto.

En 1214, une controverse entre l’évêque de Modène et l’abbé de Nonantola divisa le pays en deux parties (Spilamberto du haut et Spilamberto du bas).

Au cours du Moyen Âge, la seigneurie de Spilamberto fut possession de la famille Rangoni de Modène.

## Fêtes et évènements
- Foire de S.Giovanni Battista, (saint Jean-Baptiste) le 24 juin, évènement économico-culturel le plus important de l’année. Gastronomie, artisanat, industries locales, spectacles, etc.
- Sacre de la Vierge del Carmine, 3e dimanche de juillet
- Sacre de S.Luigi Gonzaga, 3e dimanche de septembre
- Sacre de la Vierge della Rondine - 2e et 3e dimanches de septembre
- Sacre de la Vierge del Rosario - 1er dimanche d’octobre
- Friction – musique rock, début juillet
- Cinéma sous les étoiles – en juillet et août
- RoccaRangoniBand – chorale de musique, deux premiers dimanches de septembre
- RoccaRangoniBand Junior – groupe d’élèves de l’école de musique, fin avril
- GustaSanVito – manifestation gastronomique, deuxième dimanche de juin
- Palio dei Rioni – tournoi de football entre les 5 quartiers du pays, au mois de juin.
- Marché hebdomadaire – le mercredi
- Marché aux animaux de basse-cour -  le dimanche matin
- Marché des antiquaires, tous les troisièmes dimanches du mois (hors juin, juillet et août)

## Administration
| Période                                  | Période  | Identité            | Étiquette         | Qualité |
| ---------------------------------------- | -------- | ------------------- | ----------------- | ------- |
| 14 juin 2004                             | En cours | Francesco Lamandini | Centre gauche3591 |         |
| Les données manquantes sont à compléter. |          |                     |                   |         |

### Hameaux
Poggioli, San Vito.

### Communes limitrophes
Castelnuovo Rangone (7 km), Castelvetro di Modena (7 km), Modène (16 km), San Cesario sul Panaro (3 km), Savignano sul Panaro (6 km), Vignola (6 km).

## Population

### Évolution de la population en janvier de chaque année
| 1861  | 1901  | 1921  | 1951  | 1961  | 1971  | 1981   | 1991   | 2001   |
| ----- | ----- | ----- | ----- | ----- | ----- | ------ | ------ | ------ |
| 3 591 | 4 659 | 6 000 | 8 042 | 8 359 | 9 313 | 10 307 | 10 665 | 10 973 |

| 2011   | - | - | - | - | - | - | - | - |
| ------ | - | - | - | - | - | - | - | - |
| 12 318 | - | - | - | - | - | - | - | - |

### Ethnies et minorités étrangères
Selon les données de l’Institut national de statistique (ISTAT) au 1er janvier 2012, la population étrangère résidente et déclarée était de 2 049 personnes, soit 16,6 % de la population résidente.
Les nationalités majoritairement représentatives étaient :
| Pos. | Pays      | Population |
| ---- | --------- | ---------- |
| 1    | Sri Lanka | 430        |
| 2    | Maroc     | 340        |
| 3    | Albanie   | 324        |
| 4    | Ghana     | 196        |
| 5    | Tunisie   | 175        |
| 6    | Roumanie  | 155        |
| 7    | Inde      | 78         |

## Personnalités
- Giovanni Girolamo Zannichelli (1662-1729), pharmacologue, chimiste et botaniste.
- Giuseppe Obici sculpteur (1807-1878).